# Winger
Winger ist eine amerikanische Hard-Rock-Band aus New York. Sie feierte ihre größten Erfolge Ende der 1980er Jahre und zu Beginn der 1990er Jahre vornehmlich in den USA und ist nach ihrem Sänger und Bassisten Kip Winger benannt.

## Geschichte
Kip Winger und der Keyboarder Paul Taylor waren Mitglieder der Band um Alice Cooper, als dieser in der Mitte der 1980er Jahre mit den Alben Constrictor und Raise Your Fist and Yell sein Comeback in Angriff nahm. Nach dem Ende der Raise Your Fist and Yell-Tournee verließen beide die Gruppe, um eigene musikalische Ziele zu verfolgen. Als Gitarrist wurde Reb Beach gewonnen, mit dem Kip Winger bereits früher komponiert hatte. Beide hatten sich bei den Arbeiten zum Album Beyond the Pale der Sängerin Fiona kennengelernt. Das Trio nahm unter dem Namen „Sahara“ ein Demoband auf und sicherte sich damit einen Plattenvertrag bei Atlantic Records. Die Band wurde durch den Schlagzeuger Rod Morgenstein komplettiert, der zuvor bei den Dixie Dregs, der Band um Steve Morse, gespielt hatte.
Die Band nahm ihr selbstbetiteltes Debütalbum im Winter 1987 unter der Leitung des Produzenten Beau Hill, der auch mit Ratt und Fiona gearbeitet hatte, auf. Als Gastmusiker war Dweezil Zappa beteiligt, der bei der Coverversion von Jimi Hendrix’ Purple Haze Gitarre spielte. Einem Rat Alice Coopers folgend, benannte sich die Band noch während der Aufnahme des im Juli 1988 veröffentlichten Albums in “Winger” um. Das bereits druckfertige Plattencover musste daher noch kurzfristig verändert werden, der ursprüngliche Bandname ist darauf dennoch zu erkennen.
Die Band ging anschließend als Vorgruppe für Ozzy Osbourne, die Scorpions und King’s X auf Tour, eine weitere Tournee mit Cinderella und den BulletBoys folgte. Das Album und die Singles Seventeen, Headed for a Heartbreak und Hungry erzielten in den USA die erwünschten Erfolge. Das Album wurde in den USA mit einer Platinschallplatte ausgezeichnet, in Kanada wurde ihm eine Goldene Schallplatte verliehen.
Das 1990 erschienene zweite Album, In the Heart of the Young, übertraf den Erfolg des Debütalbums und erreichte Platz 15 der amerikanischen Charts. Bis zum Jahresende verkaufte es sich allein in den USA zwei Millionen Mal und erreichte wie der Vorgänger Platinstatus. Darüber hinaus enthielt es drei Single-Hits, Can't Get Enuff, die Ballade Miles Away und Easy Come Easy Go. Die Band spielte u. a. im Vorprogramm von KISS, den Scorpions, Extreme, ZZ Top und Slaughter. Ende 1991 verließ Paul Taylor die Band.
Das dritte Album, Pull, nahm die Gruppe als Trio unter Leitung von Mike Shipley auf. Der radikalen Veränderung der Musiklandschaft durch Grunge hat die Band nichts passendes entgegenzusetzen, zudem wurde sie willkommenes Opfer von Beavis and Butt-Head, den Hauptdarstellern einer MTV-Zeichentrickserie, die 1993 anlief. Wer auf Winger stand, war laut dieser Serie ein „Wuzzy“, ein schlapper Sack. Das Album erreichte zwar noch Platz 83 der US-Album-Charts, doch die Band löste sich Ende 1993 auf.
2001 erschien The Very Best of Winger mit dem neuen Song On the Inside. Winger trat am 6. Juni 2002 gemeinsam mit Cinderella, Faster Pussycat und den Headlinern Poison im Rahmen eines Festivals erstmals wieder auf. Im Mai 2006 unterschrieb die Gruppe beim italienischen Label Frontiers Records einen neuen Plattenvertrag und nahm ein neues Album mit dem Titel IV auf, das im Oktober 2006 erschien. An den Aufnahmen war Cenk Eroglu als Keyboarder beteiligt. Im März 2007 schnitt die Band das Ende desselben Jahres veröffentlichte Live-Doppelalbum Winger Live mit, das zusätzlich auf DVD erhältlich war. Im selben Jahr erschien die von Kip Winger zusammengestellte Songsammlung Demo Anthology. 
Trotz anderer Verpflichtungen der Winger-Musiker (Reb Beach ist Gitarrist bei Whitesnake, John Roth spielt bei Starship, und Rod Morgenstein unterrichtet am Berklee College of Music) kommt die Band in unregelmäßigen Abständen wieder zusammen, um neue Alben aufzunehmen. Das 2009 veröffentlichte Album Karma wurde von Fans und Kritikern positiv aufgenommen und fand weltweit Anerkennung.
Mit dem 2014 erschienenen Better Days Comin’ gelang der Gruppe erstmals seit 1993 wieder der Einstieg in die US-Charts: Das Album wurde am 10. Mai 2014 auf Platz 85 der Billboard 200 notiert.
Während und aus Anlass der COVID-19-Pandemie veröffentlichte die Gruppe im April 2020 ein neu aufgenommenes Musikvideo des Titelliedes, an dessen Aufnahme und Erstellung Fans der Band und zahlreiche Künstler teilgenommen hatten. Unter anderem beteiligten sich Klaus Meine (Scorpions), Jeff Scott Soto, Alice Cooper, Richie Kotzen, Alan Parsons, Danny Vaughn (Tyketto), und Michael Starr (Steel Panther) an dem Video. Zu Plänen bezüglich eines neuen Albums erklärte Kip Winger in einem Interview im Januar 2020:

“Oh we’re writing right now. The problem is just that everyone’s so busy we’re just trying to find the time. Reb [Beach] and I have already got a couple of songs for the new album and he’s coming next week to knock out a few more but he’s been touring with Whitesnake and it’s been hard for us to get together you know. [...] So we’re making an album right now, I don’t know how long it’s gonna take but we started already.”

„Oh, wir schreiben gerade daran. Das Problem ist nur, dass jeder so sehr beschäftigt ist. Wir versuchen, die Zeit zu finden. Reb [Beach] und ich haben schon ein paar Songs für das neue Album zusammen, und er kommt demnächst vorbei, um noch ein paar rauszuhauen, aber er war mit Whitesnake auf Tour, da war es schwer, gemeinsam zu arbeiten. [...] Wir machen also gerade ein Album, ich weiß nicht, wie lange es dauern wird, aber wir haben bereits angefangen.“

Die Band kündigte die Veröffentlichung des Seven betitelten Werkes im März 2023 auf ihrer Website für den 5. Mai des Jahres an.

## Trivia
Reb Beach beantwortete die Frage, was er mit Blick auf das Erbe von Winger über die Band denke, im April 2014:

“Our friendship. That's the difference between Winger and so many other bands. We're all really good friends. Not only are the guys super musicians and so good at their craft, but they're also really cool people. It's great to be up there doing it as a team.”

„Unsere Freundschaft. Das ist der Unterschied zwischen Winger und so vielen anderen Bands. Wir sind wirklich gute Freunde. Nicht nur, dass die Typen tolle Musiker sind und ihr Handwerk beherrschen, sie sind auch coole Leute. Es ist großartig da oben zu stehen und es als Team zu machen.“

## Diskografie

### Studioalben
- 1988: Winger
- 1990: In the Heart of the Young
- 1993: Pull
- 2006: IV
- 2009: Karma
- 2014: Better Days Comin’
- 2023: Seven

### Livealben und Kompilationen
- 2001: The Very Best of Winger
- 2007: Demo Anthology (Doppel-CD)
- 2007: Winger Live (Doppel-CD)

### Singles und EPs
- 1988: Madelaine
- 1989: Hungry
- 1989: Headed for a Heartbreak
- 1989: Seventeen
- 1990: Easy Come Easy Go
- 1990: Can’t Get Enuff
- 1991: Miles Away
- 1991: Headed for a Heartbreak ’91
- 1993: Down Incognito

### Videoalben
- 1989: Winger: The Videos Volume One (VHS) (US: Gold)
- 1990: In the Heart of the Young (VHS)
- 1991: In the Heart of the Young Part 2 (VHS)
- 1993: The Making of Pull (VHS)
- 2007: Live (DVD)
- 2009: Then and Now – The Making of Pull and Winger IV (DVD)

## Auszeichnungen für Musikverkäufe
| Goldene Schallplatte - Kanada - 1990: für das Album Winger - 1990: für das Album In the Heart of the Young |

Anmerkung: Auszeichnungen in Ländern aus den Charttabellen bzw. Chartboxen sind in ebendiesen zu finden.
| Land/RegionAuszeichnungen für Musikverkäufe (Land/Region, Auszeichnungen, Verkäufe, Quellen) | Gold     | Platin     | Verkäufe  | Quellen         |
| -------------------------------------------------------------------------------------------- | -------- | ---------- | --------- | --------------- |
| Kanada (MC)                                                                                  | 2× Gold2 | —          | 100.000   | musiccanada.com |
| Vereinigte Staaten (RIAA)                                                                    | Gold1    | 2× Platin2 | 2.050.000 | riaa.com        |
| Insgesamt                                                                                    | 3× Gold3 | 2× Platin2 |           |                 |